# 1892 w sztukach plastycznych
Wydarzenia w sztukach plastycznych i wizualnych w 1892 roku.

## Malarstwo

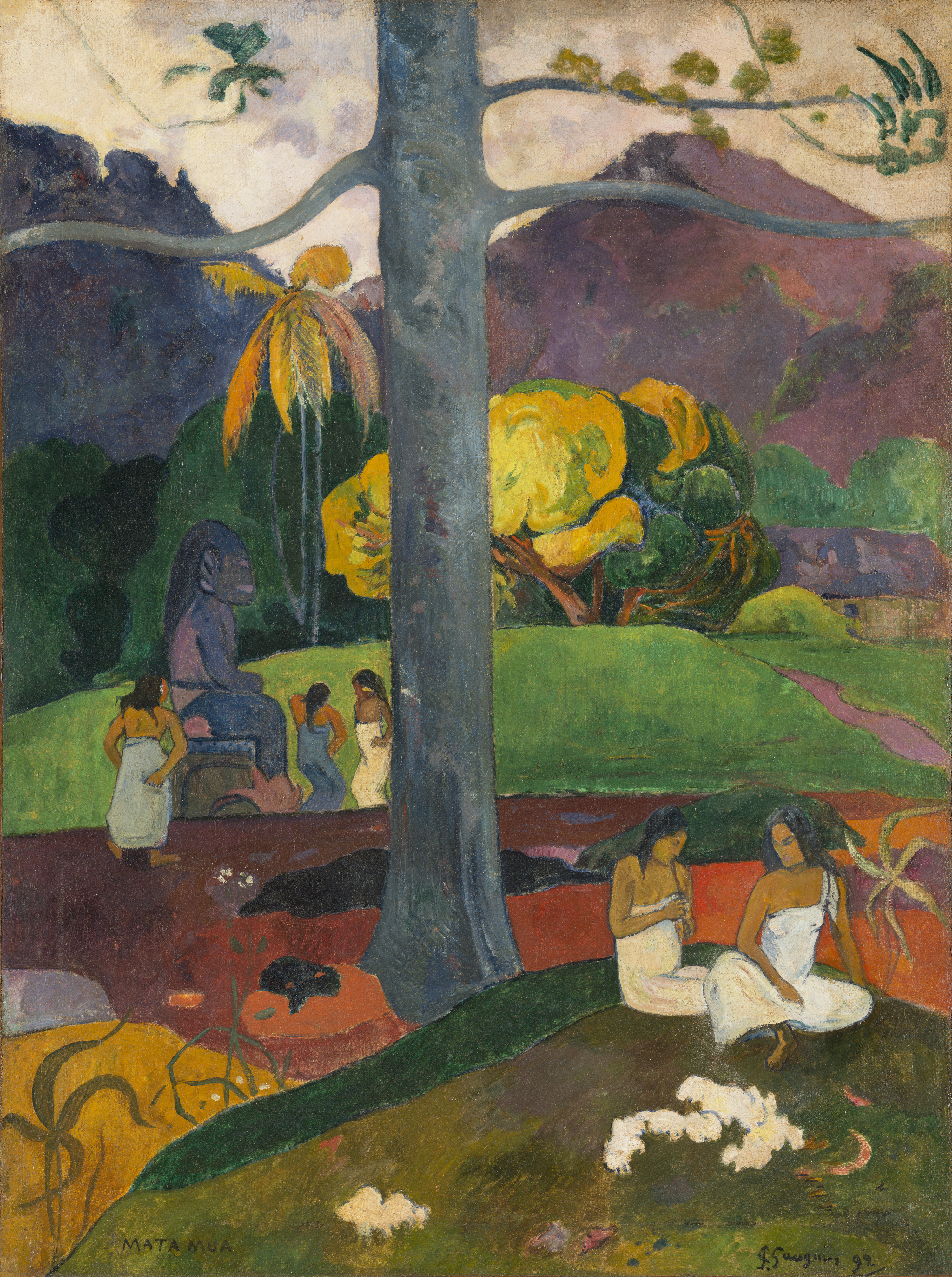
Paul Gauguin, Mata-Mua, Muzeum Thyssen-Bornemisza

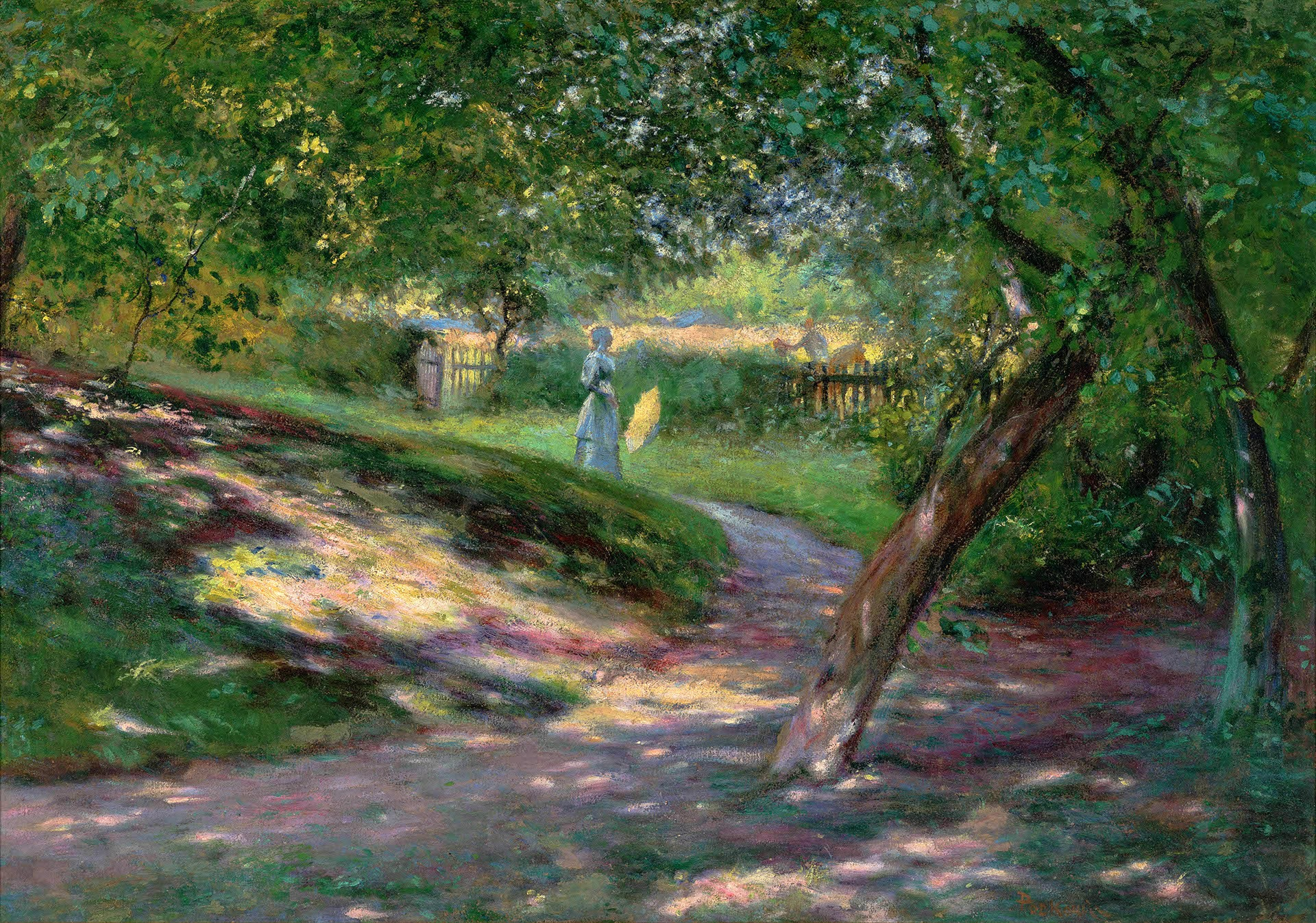
Władysław Podkowiński, W ogrodzie

- Józef Chełmoński

Świt – olej na płótnie, 52x74 cm
- Edgar Degas

Rose Caron
- Julian Fałat

Powrót z niedźwiedziem – olej na płótnie, 151x255 cm
Nagonka – akwarela na papierze, 60x142 cm
- Paul Gauguin

Czy jesteś zazdrosna?
Manao tupapau
Mata-Mua
Ta Matete
- Jacek Malczewski

Wigilia na Syberii – olej na płótnie, 81x126 cm
- Jan Matejko

Autoportret
Święta Kinga
- Władysław Podkowiński

Taniec szkieletów
Ulica Nowy Świat w Warszawie w dzień letni
W ogrodzie (ok. 1892) – olej na płótnie, 82,5×118,5 cm
- Stanisław Ignacy Witkiewicz

Wnętrze lasu (ok. 1892) – olej na dykcie
- Leon Wyczółkowski

Orka na Ukrainie – olej na płótnie, 73x122 cm
Postać kobiety. Studium do Gry w krokieta. – olej na tekturze, 32x19 cm

## Urodzeni
- 17 marca – Aleksandra Beļcova (zm. 1981), rosyjska i łotewska malarka

## Zmarli
- 14 stycznia - Alexander Jackson Davis (ur. 1803), amerykański architekt i rysownik
- 30 sierpnia - Ferdinand Barth (ur. 1842), niemiecki rzeźbiarz, grafik i pedagog
- 14 października - Peter Nicolai Arbo (ur. 1831), norweski malarz
- 29 października - William Michael Harnett (ur. 1848), amerykański malarz
- Roman Rupniewski (ur. 1802), polski malarz i oficer artylerii
- Feliks Brzozowski (ur. 1836), polski malarz, rysownik oraz ilustrator